# Ourafane
Ourafane (auch: Ourafan, Ourofan, Ourofane) ist eine Landgemeinde im Departement Tessaoua in Niger.

## Geographie
Ourafane liegt in der Sahelzone. Die Nachbargemeinden sind Falenko im Norden, Tirmini im Osten, Garagoumsa im Südosten, Baoudetta im Süden, Issawane im Südwesten und El Allassane Maïreyrey im Nordwesten. Bei den Siedlungen im Gemeindegebiet handelt es sich um 75 Dörfer und 216 Weiler. Der Hauptort der Landgemeinde ist das Dorf Ourafane. Es liegt auf einer Höhe von 407 m.

## Geschichte

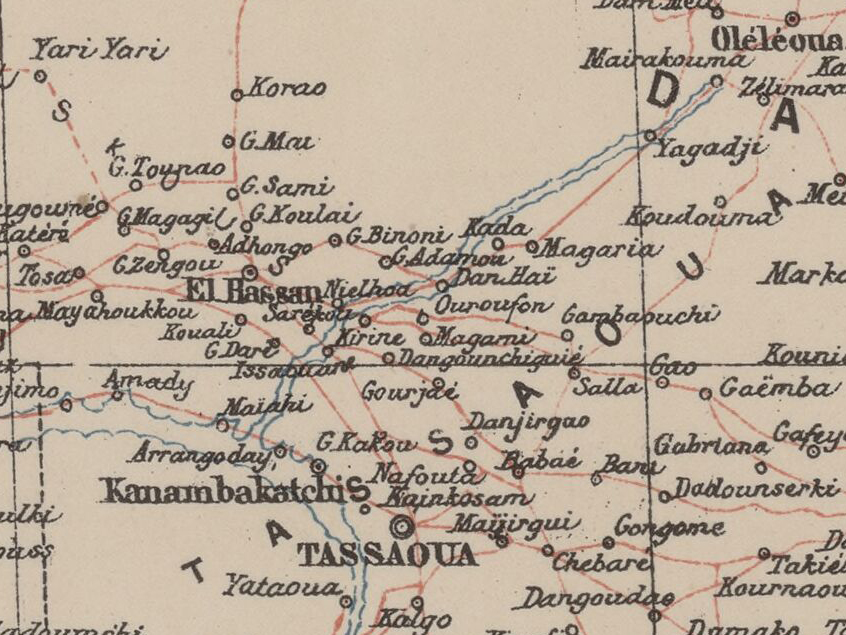
Ausschnitt einer Karte von 1903 mit Ourafane (Ouroufon) im Zentrum

Die französische Kolonialverwaltung richtete Anfang des 20. Jahrhunderts einen Kanton in Ourafane ein, um den Einflussbereich der Tuareg in der Region einzuschränken. Die 175 Kilometer lange Piste zwischen den Orten Tanout und Tessaoua, die durch Ourafane führte, galt in den 1920er Jahren als einer der Hauptverkehrswege in der damaligen Kolonie Niger. Sie war in der Trockenzeit von Automobilen befahrbar. Im Jahr 2002 ging im Zuge einer landesweiten Verwaltungsreform aus dem Kanton Ourafane die Landgemeinde Ourafane hervor.

## Bevölkerung
Bei der Volkszählung 2012 hatte die Landgemeinde 137.850 Einwohner, die in 15.172 Haushalten lebten. Bei der Volkszählung 2001 betrug die Einwohnerzahl 88.900 in 10.897 Haushalten.
Im Hauptort lebten bei der Volkszählung 2012 4349 Einwohner in 509 Haushalten, bei der Volkszählung 2001 2757 in 343 Haushalten und bei der Volkszählung 1988 1489 in 188 Haushalten.
In ethnischer Hinsicht ist die Gemeinde ein Siedlungsgebiet von Daurawa, Gobirawa, Katsinawa, Iklan, Fulbe, Azna und Kanuri.

## Politik
Der Gemeinderat (conseil municipal) hat 25 gewählte Mitglieder. Mit den Kommunalwahlen 2020 sind die Sitze im Gemeinderat wie folgt verteilt: 12 PNDS-Tarayya, 4 MNSD-Nassara, 3 PPN-RDA, 2 MPR-Jamhuriya, 2 RSD-Gaskiya, 1 CDS-Rahama und 1 CPR-Inganci.
Jeweils ein traditioneller Ortsvorsteher (chef traditionnel) steht an der Spitze von 74 Dörfern in der Gemeinde, darunter dem Hauptort.

## Wirtschaft und Infrastruktur
Die Gemeinde liegt am Südrand einer Zone, in der Agropastoralismus betrieben wird. Im Dorf Gararé gibt es einen Viehmarkt. Der Markttag ist Sonntag. Die Niederschlagsmessstation im Hauptort liegt auf 400 m Höhe und wurde 1959 in Betrieb genommen.
Gesundheitszentren des Typs Centre de Santé Intégré (CSI) sind im Hauptort sowie in den Siedlungen Dan Aï Saboua, Gao Gayamba Saboua, Gararé, Kahin Gatari, Kaoutchin Kaba und Sabaré vorhanden. Das Gesundheitszentrum im Hauptort verfügt über ein eigenes Labor und eine Entbindungsstation. Der CEG Ourafane ist eine allgemein bildende Schule der Sekundarstufe des Typs Collège d’Enseignement Général (CEG). Beim Centre de Formation aux Métiers d’Ourafane (CFM Ourafane) handelt es sich um ein Berufsausbildungszentrum.
Durch die Gemeinde, unter anderem durch den Hauptort, führt die Nationalstraße 45 zwischen Tessaoua und Guézawa.

## Partnergemeinde
- Chimay in Belgien[17]